# North Redington Beach
North Redington Beach est une ville américaine située dans le comté de Pinellas en Floride.

## Démographie
| 1960 | 1970 | 1980  | 1990  | 2000  | 2010  |
| ---- | ---- | ----- | ----- | ----- | ----- |
| 346  | 768  | 1 156 | 1 135 | 1 474 | 1 417 |

Selon le recensement de 2010, North Redington Beach compte 1 417 habitants. La municipalité s'étend sur 1,04 milles carrés (2,69 km2), dont seulement 0,26 milles carrés (0,67 km2) de terres.